# 超級強化子
在遺傳學，超級強化子（Super-enhancer）是哺乳類基因體中包含多個強化子的區域，可以結合許多轉錄因子來啟動決定細胞分化結果之基因的轉錄。由於超級強化子經常出現於控制、定義細胞身份基因的附近，因此它們也可被用來快速定位基因組中調控細胞身份的關鍵位點。
超級強化子會與許多與轉錄調控相關的蛋白結合，並常用於調控高表現量的基因表現與超級強化子相關的基因表現會特別對擾動敏感，可能控制細胞狀態的轉換，這也導致由超級強化子調控的基因常對影響轉錄的小分子較為敏感。

## 歷史
有關強化子對轉錄調控的研究始於1980年代。 不久後發現了一些大型或多單元的轉錄調控區域，包含基因座控制區、成簇的開放調控元件與轉錄起始的平台等。近期的研究結果表明，這些不同類別的調控單元可能都屬於超級強化子。
2013年，兩組研究團隊分別在基因組中對決定細胞分化種類重要的位點附近發現了大型強化子，其中理查德·楊的團隊發現了超級強化子，法蘭西斯·柯林斯的團隊則發現了延伸強化子（stretch enhancers）。超級強化子及延伸強化子皆為成簇的強化子，控制了細胞中特定的基因表現，可能是極為相似的元件。
根據目前定義，「超級強化子」一詞由美國遺傳學家理查德·楊的團隊定義，用來描述在小鼠的胚胎幹細胞中發現、長度較長、且能控制影響幹細胞分化結果之基因（包括Oct-4、Sox2、Nanog、KLF4 以及 Esrrb等）表現的特定元件。干擾調控這些基因的超級強化子會嚴重影響這些基因的表現。超級強化子已經在一些小鼠與人類組織的基因組中，負責控制細胞分化結果之基因附近被發現。

## 偵測方式
超級強化子的偵測方式，大多是以染色质免疫沉淀-测序偵測主要轉錄因子、仲介體與BRD4蛋白等共同因子或H3K27ac核小體在基因組中的結合位點，其中以H3K27ac核小體最為常用。理察·楊的團隊開發了一個稱為“ROSE”（Rank Ordering of Super-Enhancers）的程式，可用於從染色質免疫沉澱定序的結果中偵測超級強化子，這個程式可依據超級強化子中某些標記的含量比一般強化子更多的特性，判定數個已知的強化子是否組成超級強化子，而用以判定的間距標準可依不同情況調整。